# Threticus philpotti
Threticus philpotti är en tvåvingeart som först beskrevs av Satchell 1950.  Threticus philpotti ingår i släktet Threticus och familjen fjärilsmyggor. Inga underarter finns listade i Catalogue of Life.